# Muhammadali O‘rinboev
Muhammadali O‘rinboev (in uzbeco Муҳаммадали Ўринбоев?; Tashkent, 24 aprile 2005) è un calciatore uzbeko, attaccante dell'Anversa.

## Biografia
Suo fratello maggiore Zabihillo è un calciatore professionista.

## Carriera

### Club
Cresciuto nel settore giovanile del Paxtakor, ha debuttato in prima squadra il 24 ottobre 2021 nell'incontro di prima divisione uzbeka perso 1-0 contro il So'g'diyona; a partire dalla stagione successiva gioca esclusivamente in prima squadra, ed il 23 agosto 2022 ha segnato il suo primo gol da professionista nella partita vinta 5-0 contro lo Shurtan. Il 1º febbraio 2024 è stato ceduto in prestito al Brentford, dove ha giocato nelle giovanili per tutta la seconda metà di stagione.
Il 7 luglio 2025 è stato acquistato a titolo definitivo dall'Anversa.

### Nazionale
Ha giocato con le nazionali giovanili uzbeke Under-18, Under-20, Under-21 ed Under-23.

## Statistiche

### Presenze e reti nei club
Statistiche aggiornate al 24 luglio 2025.
| Stagione        | Squadra         | Campionato      | Campionato | Campionato | Coppe nazionali | Coppe nazionali | Coppe nazionali | Coppe continentali | Coppe continentali | Coppe continentali | Altre coppe | Altre coppe | Altre coppe | Totale | Totale | Totale |
| Stagione        | Squadra         | Comp            | Pres       | Reti       | Comp            | Pres            | Reti            | Comp               | Pres               | Reti               | Comp        | Pres        | Reti        | Pres   | Reti   |        |
| --------------- | --------------- | --------------- | ---------- | ---------- | --------------- | --------------- | --------------- | ------------------ | ------------------ | ------------------ | ----------- | ----------- | ----------- | ------ | ------ | ------ |
| 2021            | Paxtakor        | SL              | 2          | 0          | CU              | 0               | 0               | ACL                | 0                  | 0                  | -           | -           | -           | 2      | 0      |        |
| 2022            | Paxtakor        | SL              | 8          | 0          | CU              | 2               | 1               | -                  | -                  | -                  | -           | -           | -           | 10     | 1      |        |
| 2023            | Paxtakor        | SL              | 2          | 0          | CU              | 1               | 0               | ACL                | 3                  | 0                  | -           | -           | -           | 6      | 0      |        |
| 2024            | Paxtakor        | SL              | 5          | 1          | CU              | 0               | 0               | ACL                | 3                  | 0                  | -           | -           | -           | 8      | 1      |        |
| 2025            | Paxtakor        | SL              | 11         | 3          | CU              | 3               | 2               | -                  | -                  | -                  | -           | -           | -           | 14     | 5      |        |
| Totale carriera | Totale carriera | Totale carriera | 28         | 4          |                 | 6               | 3               |                    | 6                  | 0                  |             | -           | -           | 40     | 7      |        |

## Palmarès

### Club

#### Competizioni nazionali
- Campionato uzbeko: 3

Paxtakor: 2021, 2022, 2023
- Supercoppa dell'Uzbekistan: 1

Paxtakor: 2022